# SNCF 242 A 1
Az SNCF 242 A 1 egy francia 2'D2' h3v jellegű gőzmozdony volt. Összesen egy darabot gyártott belőle a Fives-Lille.

## Története
Franciaországban felmerült az igény egy erősebb és gyorsabb gőzmozdonysorozatra. Ezért a Fives-Lille 1943-ban átépítette az SNCF 241 mozdonysorozat egy példányát egy erősebb, 3900 kW-os teljesítményű kísérleti mozdonnyá. Ezzel a mozdony Európa legerősebb gőzmozdonya lett. A próbamenetek során 158 km/h sebességet értek el vele. Sorozatgyártásra azonban már nem került sor, mert az SNCF villamosította a fontosabb fővonalakat. Az egyetlen mozdonyt 1960-ban selejtezték.